# Мироненко Дмитро Сергійович
Дмитро Сергійович Мироненко (нар. 7 березня 1996, Чернігів, Україна) — український футболіст, півзахисник клубу «Чернігів».

## Клубна кар'єра
Народився в Чернігові. Вихованець місцевої «Юності», за яку з 2009 по 2013 рік виступав у ДЮФЛУ. Дорослу футбольну кар'єру розпочав 2014 року в складі «Полісся-Юності», який виступав у чемпіонаті Чернігівської області. У 2015 році захищав кольори чернігівського ЮСБ у вище вказаному турнірі. Наступного року повернувся у «Полісся», де також виступав у чемпіонаті Чернігівської області. На загальнонаціональному рівні дебютував у сезоні 2016/17 років у клубі «Авангард» (Корюківка), який виступав в аматорському чемпіонаті України.
У травні 2015 року повернувся до «Чернігова». Виступав за чернігівський колектив у чемпіонаті Чернігівської області та аматорському чемпіонаті України. На професіональному рівні дебютував у футболці «городян» дебютував 12 вересня 2020 року в програному (0:1) домашньому поєдинку 2-го туру групи А Другої ліги України проти дунаївцівського Епіцентру. Дмитро вийшов на поле в стартовому складі, на 42-й хвилині отримав жовту картку, а на 85-й хвилині його замінив Олексій Зенченко. Першим голом у професіональному футболі відзначився 20 березня 2021 року на 45+1-й хвилині програного (1:3) виїзного поєдинку 13-го туру групи А Другої ліги України проти галицьких Карпат. Мироненко вийшов на поле в стартовому складі, а на 68-й хвилині його замінив Теймураз Мчедішвілі.

## Кар'єра в збірній
З квітня 2014 року виступав за збірну Чернігівської області з футболу.

## Досягнення
ФК «Чернігів»
- Чемпіонат Чернігівської області
  -  Чемпіон (2): 2018, 2019